# 鮑比·波提斯
鮑比·波提斯（英語：Bobby Portis，1995年2月10日—），美國職業籃球運動員。目前效力於NBA聯盟的密爾沃基公鹿，場上位置為大前鋒。大學時期就讀於阿肯色大學。2015年NBA選秀中被芝加哥公牛以第一輪第二十二順位選中。

## 高中時期
波提斯高中就讀於小石城當地的霍爾中學，並加入了學校的籃球隊。在那裡，波提斯成為了一名出色的大前鋒，並持續幫助球隊打出驚人表現。優異的籃球天賦和表現使波提斯獲選參加2013年的麥當勞高中全明星賽，同時也獲選成為該年的阿肯色州籃球先生。
在高四賽季結束前，波提斯承諾進入阿肯色大學就讀。

## 大學時期
作為一名大一新生，波提斯在大一賽季場均能得到12.3分、6.8 籃板以及1.6阻攻。入选SEC最佳新秀阵容。
在大二赛季中，波提斯场均能得到17.5分、8.9篮板、1.2助攻、1.1抄截以及1.4阻攻，投篮命中率为53.6%。入选美国篮球记者协会最佳阵容第二队、美联社最佳阵容第二队、体育新闻全美最佳阵容二队以及SEC最佳陣容第一隊。
2015年3月11日，波提斯被選為SEC年度最佳籃球員。成為自柯利斯·威廉姆森後第二個獲得此獎項的阿肯色大學球員 。

## 職業生涯

### 芝加哥公牛（2015-2019）

#### 2015–16赛季
2015年6月25日，在2015年NBA选秀大會中，波提斯在首轮第二十二顺位被芝加哥公牛选中。並於2015年7月7日與公牛簽下四年686万美元的新秀合約，其中2017–18賽季、2018–19赛季拥有球队选项。2015年11月3日，他在公牛敗給夏洛特黃蜂的首秀中得到10分以及2籃板。2015年12月20日，在公牛对上纽约尼克的比赛中，波提斯出场23分钟，攻下了20分、11篮板以及2抄截，两项数据均创下职业生涯新高，而这只是波提斯職業生涯的第五场比赛，成为公牛队史自1985年艾爾頓·布蘭德之後近30年来第二位在生涯前五场比赛中得到雙十数据的球员。

#### 2016–17赛季
2016年10月28日，公牛隊执行了波提斯第三年的球队选项，將合約延長到2017–18賽季。2017年1月6日，波提斯被分配到公牛隊在NBA發展聯盟的附屬球隊風城公牛，但是第二天又被召回。2017年2月16日，波提斯在公牛以104-103擊敗波士頓塞爾提克的比賽中攻下本賽季新高的19分。2017年3月19日，公牛於主场聯合中心迎戰犹他爵士，波提斯得到22分，刷新职业生涯单场得分纪录。

#### 2017–18赛季
2017年10月17日，波提斯和隊友尼古拉·米羅蒂奇在練習期間爆發了嚴重的肢體衝突，波提斯朝米羅蒂奇的臉重擊造成他除了臉部上頜骨骨折之外，還有出現腦震盪的狀況。之後波提斯被公牛隊禁賽了八場比賽。在11月7日結束禁賽處分後，波提斯在公牛對上多倫多暴龍的比賽中初次亮相，並攻下了21分和13籃板，然而該場比賽公牛以114-119敗給暴龍。12月11日，公牛以108-85擊敗波士頓塞爾提克，波提斯拿下了職業生涯新高的23分。四天後，波提斯在公牛以115-109擊敗密爾瓦基公鹿的比賽中拿下新高的27分和12籃板。2018年2月22日，公牛迎戰喬爾·恩比德領軍的費城七六人，波提斯攻下了38分，再度改寫職業生涯的單場得分紀錄，然而公牛以115-116不敵七六人。

### 華盛頓巫師（2019）
2019年2月6日，波提斯與賈巴里·帕克和2023年第二輪選秀權一起被交易到華盛頓巫師，以換取奧托·波特。

### 紐約尼克（2019–2020）
2019年7月9日，波提斯與紐約尼克簽約。當尼克隊於2020年11月19日決定不行使球隊選擇權時，波蒂斯成為自由球員。

### 密爾瓦基公鹿（2020–至今）
2021年NBA季後賽期間，2021年6月27日東部決賽第三場，面對亞特蘭大老鷹，波提斯發揮了重要作用，為公鹿隊以113-102的比分拿下15分、4個籃板和2次抄截在客場獲勝。2021年7月1日，波提斯在東部決賽第五場對陣老鷹隊的比賽中頂替受傷的揚尼斯·阿德托昆博，首次在季後賽先發。波提斯出戰36分鐘，得到22分、8個籃板、3次助攻和3次抄截，全場觀眾頻頻高呼“鮑比”。在以4-2擊敗老鷹隊後，波提斯在決定性的第六場比賽中拿下16分，公鹿隊以4-2擊敗鳳凰城太陽贏得2021年NBA總冠軍。
2021年8月6日，波提斯與公鹿隊續約。這份合約為期兩年，價值900萬美元，其中包含第二年的球員選項。
2022年6月29日，波提斯行使了現有合約的第二年球員選項，成為一名非限制性自由球員。一天後，波提斯宣布與公鹿隊續約，簽訂了一份為期四年、價值4900萬美元的合約。這份合約於7月6日NBA自由球員期開始時敲定。

## NBA生涯數據

### NBA

#### 例行賽
| 賽季     | 球隊 | GP  | GS  | MPG  | FG%  | 3P%  | FT%  | RPG | APG | SPG | BPG | PPG  |
| -------- | ---- | --- | --- | ---- | ---- | ---- | ---- | --- | --- | --- | --- | ---- |
| 2015–16  | CHI  | 62  | 4   | 17.8 | .427 | .308 | .727 | 5.4 | .8  | .4  | .4  | 7.0  |
| 2016–17  | CHI  | 64  | 13  | 15.6 | .488 | .333 | .661 | 4.6 | .5  | .3  | .2  | 6.8  |
| 2017–18  | CHI  | 73  | 4   | 22.5 | .471 | .359 | .769 | 6.8 | 1.7 | .7  | .3  | 13.2 |
| 2018–19  | CHI  | 22  | 6   | 24.1 | .450 | .375 | .780 | 7.3 | 1.3 | .5  | .4  | 14.1 |
| 2018–19  | WAS  | 28  | 22  | 27.4 | .440 | .403 | .809 | 8.6 | 1.5 | .9  | .4  | 14.3 |
| 2019–20  | NYK  | 66  | 5   | 21.1 | .450 | .358 | .763 | 5.1 | 1.5 | .5  | .3  | 10.1 |
| 2020–21† | MIL  | 66  | 7   | 20.8 | .523 | .471 | .740 | 7.1 | 1.1 | .8  | .4  | 11.4 |
| 2021–22  | MIL  | 72  | 59  | 28.2 | .479 | .393 | .752 | 9.1 | 1.2 | .7  | .7  | 14.6 |
| 2022–23  | MIL  | 70  | 22  | 26.0 | .496 | .370 | .768 | 9.6 | 1.5 | .4  | .2  | 14.1 |
| 生涯     | 生涯 | 523 | 142 | 22.3 | .474 | .381 | .754 | 7.0 | 1.2 | .6  | .4  | 11.5 |

#### 季後賽
| 賽季  | 球隊 | GP | GS | MPG  | FG%  | 3P%  | FT%   | RPG  | APG | SPG | BPG | PPG  |
| ----- | ---- | -- | -- | ---- | ---- | ---- | ----- | ---- | --- | --- | --- | ---- |
| 2017  | CHI  | 6  | 0  | 20.1 | .515 | .462 | —     | 6.0  | 1.2 | .5  | .5  | 6.7  |
| 2021† | MIL  | 20 | 2  | 18.3 | .464 | .346 | .720  | 5.0  | .6  | .7  | .4  | 8.8  |
| 2022  | MIL  | 12 | 5  | 24.8 | .417 | .298 | .773  | 10.0 | .8  | .4  | .3  | 10.6 |
| 2023  | MIL  | 5  | 2  | 21.5 | .488 | .278 | 1.000 | 8.2  | 1.2 | .6  | .4  | 9.6  |
| 生涯  | 生涯 | 43 | 9  | 20.7 | .456 | .331 | .760  | 6.9  | .8  | .6  | .3  | 9.1  |